# Kicsi vagyok, nagy az eszem
A Kicsi vagyok, nagy az eszem kezdetű, gyámoltalancsúfoló magyar népdalt Lajtha László gyűjtötte a Csík vármegyei Gyimesbükkön 1912-ben. Gyakran Én istenem, add megérnem vagy Én istenem, minek élek címmel ismerik; az alábbi szövegnek ez a második illetve harmadik versszaka. Régi stílusú táncdal.
Feldolgozás:
| Szerző        | Mire                                       | Mű                                                  | Előadás |
| ------------- | ------------------------------------------ | --------------------------------------------------- | ------- |
| Kodály Zoltán | daljáték                                   | Székely fonó, 23. dal                               | [ 2 ]   |
| Weiner Leó    | zongora                                    | Húsz könnyű kis darab, 6. darab                     | [ 3 ]   |
| Dohnányi Ernő | a) zongora b) zenekar c) hegedű és zongora | Ruralia Hungarica(en), Op. 32. Presto, ma non tanto | [ 4 ]   |

## Kotta és dallam
| Kicsi vagyok, nagy az eszem, mikor adnak, akkor eszem. Ha jót adnak, mind megeszem, de ha ütnek, nem szeretem. | Én Istenem, add megérnem, kit szeretek, avval élnem, mer ha aztat meg nem adod, fölakasztom én magamot. | Én istenem, minek élek, ha a semmitől is félek. Száraz levél megzörrenik, bennem a vér meghidegszik. | El is mennék, itt is ülnék, bánatimból kitérülnék. Bánataim sokak, nagyok, magam gyámoltalan vagyok. |

## Felvételek
- Én Istenem, add megérnem. Csóka Anita  YouTube (2015. március 19.)  (Hozzáférés: 2016. június 25.) (audió)
- Magyar népdal: Én istenem add megérnem... Budapesti Kórus, vezényel Kerescényi László  YouTube (1965. március 28.)  (Hozzáférés: 2016. június 25.) (audió) egy szólamban
- Én Istenem minek élek, ha a semmitől is félek. cimbalom.nl (Hozzáférés: 2016. június 11.) (audió) arch